# Rousettus spinalatus
Rousettus spinalatus — вид рукокрилих, родини Криланових.

## Поширення, поведінка
Країни поширення: Бруней-Даруссалам, Індонезія, Малайзія. Зустрічається дуже рідко. Цей вид, ймовірно, залежить від лісу і сідал в печерах. Цей вид може асоціюватися з Rousettus amplexicaudatus в печерах. Вважається, що харчуються нектаром і фруктами.